# Roony Bardghji
Roony Bardghji (en árabe: روني بردغجي‎, romanizado: Rūnī Bardaḡdjī; pronunciado /ˈruːniː barˈdaˤdʒiː/ Kuwait, 15 de noviembre de 2005) es un futbolista sueco que juega como centrocampista o extremo en el F. C. Barcelona Atlétic de la Segunda Federación. Nació en Kuwait en el seno de una familia siria, representa a la selección de fútbol de Suecia en las categorías inferiores.
Su primer equipo mayor fue el F. C. Copenhague en la Superliga de Dinamarca. El 14 de julio de 2025 fue fichado por el Fútbol Club Barcelona de la Primera División de España con el que firmó un contrato de cuatro temporadas hasta junio de 2029.

## Trayectoria
Llegado a Suecia en 2012, jugó en los equipos juveniles del Kallinge SK, el Rödeby AIF y el Malmö FF. En 2020 se trasladó del Malmö al F. C. Copenhague. El 21 de noviembre de 2021 debutó con el primer equipo del Copenhague contra el Aarhus GF en la Superliga de Dinamarca. Siete días después marcó su primer gol con el Copenhague en la victoria por 3-1 contra el AaB Fodbold. En total consiguió quince tantos, disputó 84 partidos y ganó la Superliga de Dinamarca en tres ocasiones y la Copa de Dinamarca en dos.
El 14 de julio de 2025 se anunció su fichaje por el F. C. Barcelona hasta el 30 de junio de 2029.El 27 de julio de 2025 hizo su debut contra el Vissel kobe convirtiendo su primer gol con el club en la victoria 3-1.

## Selección nacional
Nació en Kuwait en el seno de una familia siria y se trasladó a Suecia a la isla de Karlskrona a una edad temprana. Es internacional sub-21 de Suecia.

## Estadísticas

### Clubes
Actualizado al último partido disputado el 1 de mayo de 2025.
| Club                       | Div.          | Temporada     | Liga  | Liga  | Copas nacionales | Copas nacionales | Copas internacionales | Copas internacionales | Total | Total |
| Club                       | Div.          | Temporada     | Part. | Goles | Part.            | Goles            | Part.                 | Goles                 | Part. | Goles |
| -------------------------- | ------------- | ------------- | ----- | ----- | ---------------- | ---------------- | --------------------- | --------------------- | ----- | ----- |
| F. C. Copenhague Dinamarca | 1.ª           | 2021-22       | 13    | 2     | 0                | 0                | 2                     | 0                     | 15    | 2     |
| F. C. Copenhague Dinamarca | 1.ª           | 2022-23       | 19    | 3     | 6                | 0                | 2                     | 0                     | 27    | 3     |
| F. C. Copenhague Dinamarca | 1.ª           | 2023-24       | 23    | 7     | 4                | 2                | 9                     | 1                     | 36    | 10    |
| F. C. Copenhague Dinamarca | 1.ª           | 2024-25       | 5     | 0     | 1                | 0                | 0                     | 0                     | 6     | 0     |
| F. C. Copenhague Dinamarca | Total club    | Total club    | 60    | 12    | 11               | 2                | 13                    | 1                     | 84    | 15    |
| F. C. Barcelona · España   | 1.ª           | 2025-26       | 0     | 0     | 0                | 0                | 0                     | 0                     | 0     | 0     |
| F. C. Barcelona · España   | Total club    | Total club    | 0     | 0     | 0                | 0                | 0                     | 0                     | 0     | 0     |
| Total carrera              | Total carrera | Total carrera | 60    | 12    | 11               | 2                | 13                    | 1                     | 84    | 15    |

## Palmarés

### Títulos nacionales
| Título                 | Club             | País      | Año  |
| ---------------------- | ---------------- | --------- | ---- |
| Superliga de Dinamarca | F. C. Copenhague | Dinamarca | 2022 |
| Copa de Dinamarca      | F. C. Copenhague | Dinamarca | 2023 |
| Superliga de Dinamarca | F. C. Copenhague | Dinamarca | 2023 |
| Superliga de Dinamarca | F. C. Copenhague | Dinamarca | 2025 |
| Copa de Dinamarca      | F. C. Copenhague | Dinamarca | 2025 |